# Минц, Александр Львович

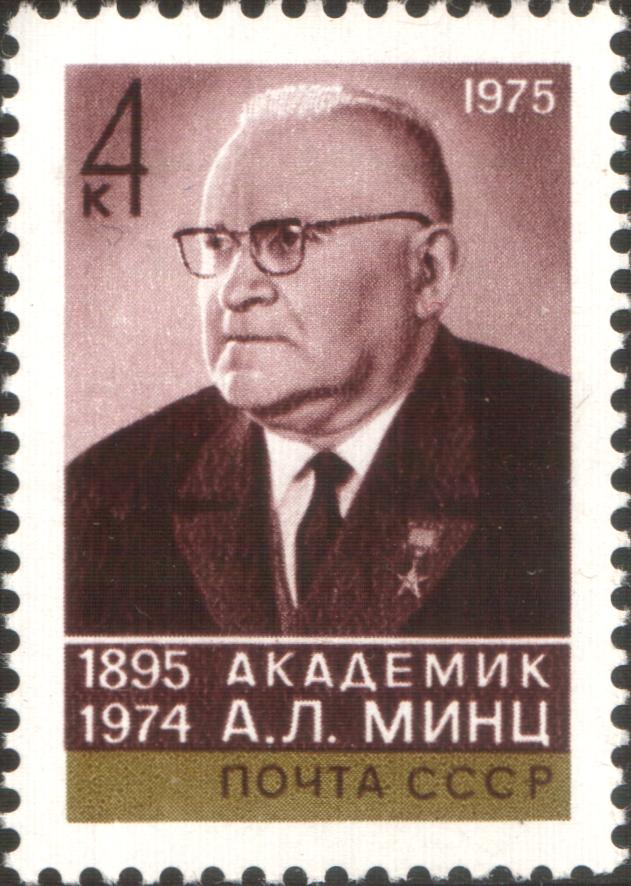
Почтовая марка СССР, 1975 год

Алекса́ндр Льво́вич Минц (27 декабря 1894 [8 января 1895], Ростов-на-Дону — 29 декабря 1974, Москва) — советский радиофизик, инженер и организатор науки. Разработчик систем связи и радиолокации; один из создателей РЛС дальнего обнаружения и советского синхрофазотрона в Дубне. Доктор технических наук (1934). Инженер-полковник (с 17 октября 1944 года).

## Биография
Родился 27 декабря 1894 (8 января 1895) в семье ростовского фабриканта, увлекался химией и авиамоделизмом.
В 1913 году окончил с золотой медалью 2-ю Ростовскую гимназию Н. П. Степанова. В 1915 году поступил на физико-математический факультет Донского университета, на следующий год — сразу на второй курс Московского университета и одновременно в Народный университет имени А. Л. Шанявского, где курс физики читал будущий академик П. П. Лазарев. Он предложил способному студенту начать научную работу в своей лаборатории. 30 сентября 1916 года Минц заявил своё первое изобретение — «Система парализования работы неприятельской радиостанции», основанная на применении частотной модуляции.
В 1918 окончил Донской университет.
В 1920 году в Ростов-на-Дону с боями вступили части Первой конной армии. Семья Минцев, опасаясь репрессий, спешно покинула город, но Александр наотрез отказался уезжать. Он попытался воспротивиться экспроприации отцовского дома и был арестован, его ждал расстрел. Однако он сумел заинтересовать будённовцев идеей использования радиосвязи в конной армии. Его не только освободили, но и назначили командиром нового подразделения — радиодивизиона. В подчинении Минца было 13 радиостанций и 125 человек.
В 1921 году 1 Конная армия была расформирована. Минца командировали в Москву, в Высшую военную школу связи РККА, где он работал начальником радиофакультета и заведующим радиолабораторией. Под научным руководством крупного радиоспециалиста М. В. Шулейкина Минц проводил исследования по распространению коротких волн, а также занимался переводом военной радиосвязи с искровых радиостанций на ламповые. В 1922 году он создал первую в стране армейскую ламповую радиотелеграфную станцию, которую в 1923 году под индексом «АЛМ» (Александр Львович Минц) приняли на вооружение. Она была изготовлена в количестве 220 комплектов и использовалась до начала Великой Отечественной войны. К 1928 году искровые радиостанции были сняты со снабжения Красной Армии.
В августе 1923 года Минц назначен начальником Научно-испытательного института Военно-технического совета связи армии (НИИ ВТСС РККА), созданного в апреле того же года на базе Военной радиотехнической лаборатории (ВРТЛ). Под его руководством осуществлены первые радиотрансляции концертов, опер и спектаклей из театральных залов, а также хроникальных передач с улиц и площадей. Изучая акустику помещений, он предложил метод микширования сигнала с нескольких микрофонов. Минц активно поддерживал радиолюбителей — руководил радиокружками, давал консультации, под псевдонимом «А. Модулятор» писал статьи для научно-популярных журналов.
В 1928 году, когда по инициативе Г. К. Орджоникидзе в стране разворачивалось строительство мощных радиовещательных станций, небольшая группа специалистов под руководством Минца была переведена в Ленинград, получив самостоятельный статус в качестве «Бюро мощного радиостроения». Этот коллектив стал основой «Комбината мощного радиостроения имени Коминтерна», в состав которого входили несколько заводов, а также научных, проектных и монтажных организаций. Осенью 1929 года спроектированная здесь Радиостанция имени ВЦСПС мощностью 100 кВт вывела СССР в мировые лидеры в радиостроении. Учиться опыту строительства мощных радиостанций приезжали зарубежные специалисты. По совместительству с 1928 года доцент физико-механического факультета Ленинградского политехнического института. Руководитель спецсеминара по радиотехнике, лектор по курсу проектирования и эксплуатации радиосвязи.
Работая в Ленинграде, Минц заинтересовался радиолокацией, а также разработкой телевизионной техники. В 1930 году он организовал первую в СССР лабораторию телевидения.
В феврале 1931 года заведующий отделом радиопередающих устройств Центральной радиолаборатории А. Л. Минц вместе с шестью учёными был арестован по обвинению «во вредительской работе в области радиосвязи РККА». 6 июня 1931 года Минцу определили 5 лет лишения свободы. Но уже 18 июля того же года постановлением коллегии ОГПУ его освободили — было принято решение о строительстве новой длинноволновой радиовещательной станции неслыханной тогда мощности в 500 кВт (на тот момент самый крупный радиопередатчик в Европе имел мощность 120 кВт, в США — 50 кВт).
В 1932 году Минц экстерном окончил Московский учебный комбинат связи и получил патент на устройство для чрезполосной развёртки изображения, принцип которого стал основой системы чересстрочной развёртки. Под его руководством А. Я. Брейтбарт разработал промышленный комплекс телевизионного оборудования — механический телевизор с размером изображения 27х27 см и чёткостью 1200 элементов разложения (30 строк при 12,5 кадров в секунду), передатчик с полосой частот 14 кГц и студийную аппаратуру.
1 мая 1933 года вступила в строй разработанная под руководством Минца уникальная Радиостанция имени Коминтерна (500 кВт). Для достижения такой мощности он создал особый выходной каскад передатчика (шесть параллельно включённых генераторов по 100 кВт, получающих синфазное возбуждение от общего предварительного каскада) и антенны, позволяющие без появления короны вводить в них пиковую мощность 2 МВт, соответствующую стопроцентному коэффициенту модуляции. Позже американская компания RCA на основе принципа, предложенного Минцем, построила радиостанцию близ Цинциннати.
В 1934 году Минцу была без защиты диссертации присуждена степень доктора технических наук.

А. Л. Минц является одним из самых крупных наших радиоспециалистов. …Достаточно указать, что им спроектированы и построены все мощные радиовещательные станции СССР. Пять станций по 100 кВт и сверхмощная в 500 кВт. При проектировании и руководстве строительством как этих станций, так и целого ряда других типов передатчиков ему приходилось находить новые решения для преодоления тех или иных трудностей, причём он проявил исключительное уменье и изобретательность.— Академик Л. И. Мандельштам, 1934 год
В 1937 году запущена Радиостанция «РВ-87» имени Косиора (150 кВт), в 1938 году — коротковолновая Радиостанция «РВ-96» (120 кВт).
7 мая 1938 года, вскоре после возвращения из командировки в США, главный инженер НИИ-33 Наркомата оборонной промышленности А. Л. Минц был снова арестован, теперь — по обвинению в участии в «антисоветской правотроцкистской организации, по заданию которой проводил вредительскую работу на заводе № 208 и занимался шпионажем в пользу одного из зарубежных государств». Будучи подследственным, Минц продолжал трудиться в «Отделе особых конструкторских бюро НКВД СССР». 28 мая 1940 года военная коллегия Верховного суда СССР заочно приговорила А. Л. Минца на 10 лет лагерей. 10 июля 1941 года он был освобождён по личному распоряжению Сталина — началась война, и в Куйбышеве решено создать средневолновую радиовещательную станцию фантастической по тем временам мощности — 1200 кВт, передачи которой могли бы приниматься на оккупированной территории. Эта станция начала работать в 1942 году.
С 1946 года — член-корреспондент Академии наук. В том же году для решения научных и инженерных проблем в рамках советского атомного проекта, который курировал Лаврентий Берия, была организована «Лаборатория № 11» в составе ФИАН (с 1947 года — в составе ЛИПАН). Инженер-полковник А. Л. Минц назначен заведующим лаборатории. Перед его сотрудниками была поставлена задача разработки широкодиапазонных СВЧ-генераторов для электронных и протонных ускорителей, установок управляемого термоядерного синтеза и радиофизических установок прикладного назначения.
В 1950-х годах начались работы по созданию больших наземных радиолокационных станций для систем контроля космического пространства, раннего предупреждения о ракетном нападении и противоракетной обороны. В 1956 году Постановлением ЦК КПСС и СМ СССР «О противоракетной обороне» А. Л. Минц был назначен одним из главных конструкторов РЛС дальнего обнаружения. В 1957 году его лаборатория была преобразована в самостоятельный Радиотехнический институт АН СССР.
В 1956 году реабилитирован по второму делу, в 1958 — по первому.
С 1958 года — академик, с 1963 года — член бюро Отделения общей физики и астрономии АН СССР.
Возглавлял РТИ АН СССР до 1970 года.
Супруга — архитектор Е. И. Минц (1899—1973). Сын — профессор Института географии АН СССР Алексей Минц (1929—1973).

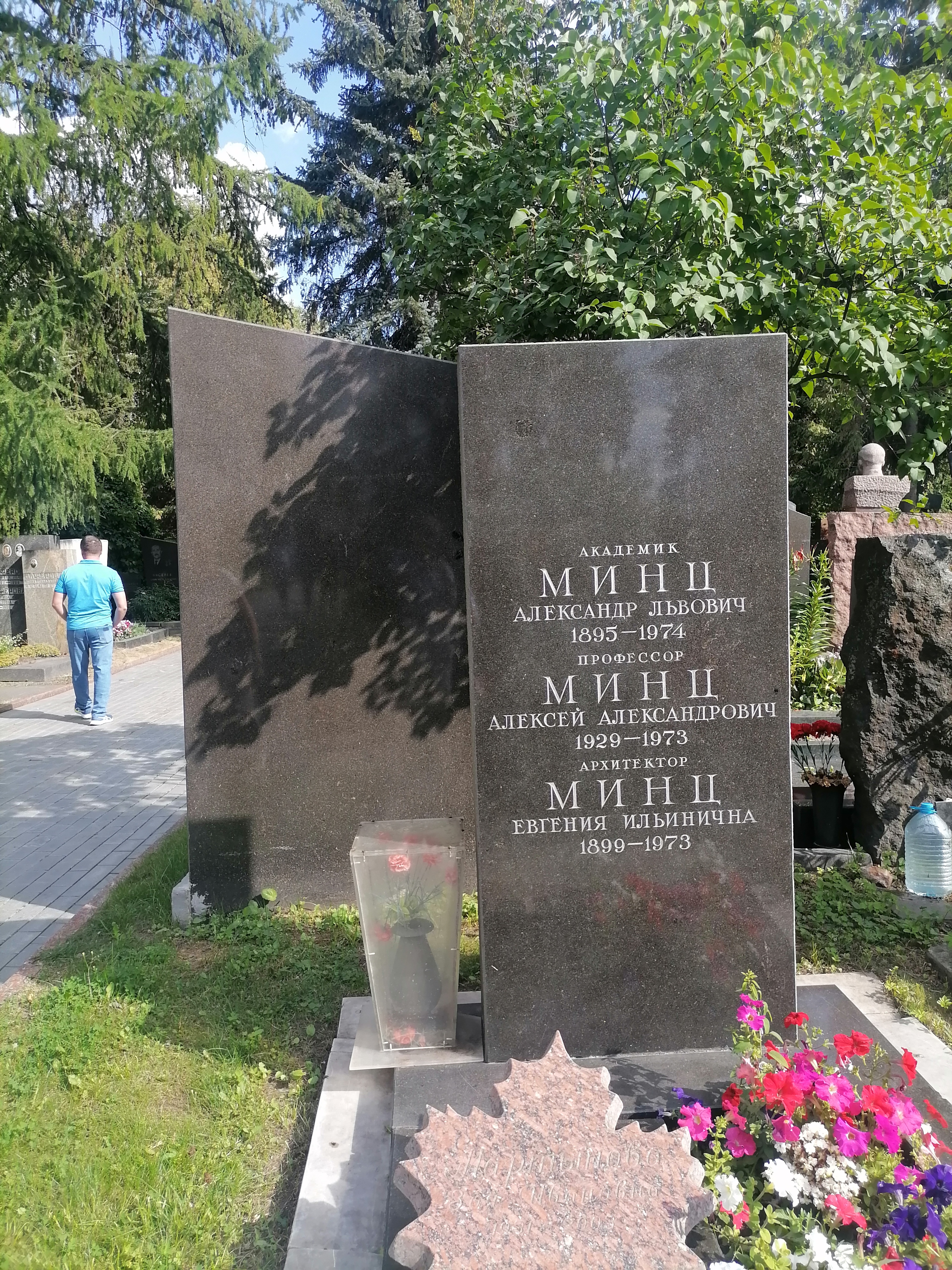
Могила на Новодевичьем кладбище

Скончался 29 декабря 1974 года. Похоронен в Москве на Новодевичьем кладбище (участок № 7).

## Вклад в науку
Александр Минц создал научные школы в области радиостроения и ускорительной техники. Область исследований учёного — радиотехника, ускорительная физика и техника (создание ускорителей и высокочастотных генераторов для них). Проектировал и строил радиостанции возрастающей мощности. Был научным руководителем разработки систем радиоэлектроники для больших советских циклических и линейных ускорителей, в частности — синхрофазотрона на 10 ГэВ, протонного синхротрона с жёсткой фокусировкой на 7 ГэВ (ИТЭФ), Серпуховского протонного синхротрона У-70 на 70 ГэВ (ИФВЭ).
В 1961 году предложил новый принцип работы ускорителя — использование автоматического регулирования параметров ускорителя по информации, получаемой от ускоряемого пучка частиц (принцип автокоррекции).
В 1967 году выдвинул новый способ формирования вращающихся релятивистских электронных колец в вакууме.
В 1969 году обосновал возможность создания протонного синхротрона на энергию 4—5 ТэВ с использованием сверхпроводящих магнитов.

## Основные труды
- Катодные лампы и их применение в радиотехнике (1925)
- Основания для расчёта модуляции на аноде (1927)
- Основания для расчёта модуляции на сетке (1929)
- Мощные радиовещательные станции Западной Европы (1936)
- Моделирование и надёжность систем (1970)

В 1976 году в издательстве «Наука» вышли два тома «Избранных трудов» академика А. Л. Минца (составитель Н. А. Григорьева):
- Минц А. Л. Избранные труды. Радиотехника и мощное радиостроительство. — М.: Наука, 1976. — Т. 1. — 296 с.
- Минц А. Л. Избранные труды. Радиотехника и мощное радиостроительство. — М.: Наука, 1976. — Т. 2. — 264 с.

## Премии и награды
- Герой Социалистического Труда (1956);
- четыре ордена Ленина (1951, 1953, 1956, 1964);
- два ордена Трудового Красного Знамени (1934, 1943);
- два ордена Красной Звезды (1945, 1967);
- Сталинская премия первой степени (1946) — за разработку систем мощных радиовещательных станций;[15]
- Сталинская премия (1951) — за создание синхроциклотрона;
- Ленинская премия (1959) — за создание синхрофазотрона на 10 ГэВ;
- медали, в том числе Золотая медаль имени А. С. Попова (1950).

Памятная доска в Ростове-на-Дону

## Память
- В 1975 году была выпущена почтовая марка СССР, посвящённая А. Л. Минцу.
- Имя А. Л. Минца носит основанный им Радиотехнический институт.
- Мемориальная доска на здании института[16].
- Памятная доска на здании школы в Ростове-на-Дону.
- Начиная с 2010 года, ежегодно ко дню рождения А. Л. Минца (8 января) в РТИ присуждается Премия за научно-технические достижения по трём номинациям[17]:
  - за достижения в области науки и техники по тематике ОАО РТИ;
  - за большой вклад в педагогическую деятельность по обучению и воспитанию молодых специалистов;
  - за достижения в области науки и техники по тематике ОАО РТИ молодому специалисту до 30 лет.